# 2026年冬季奥林匹克运动会马耳他代表团
2026年冬季奧林匹克運動會馬爾他代表團是馬爾他所派出的第25届冬季奥林匹克运动会代表团。这是该国第四次参加冬季奥林匹克运动会。

## 越野滑雪
馬爾他迄今已有一名女子越野滑雪运动员通过基本配额认证。